# Averan
Averan é uma comuna francesa na região administrativa de Occitânia, no departamento dos Altos Pirenéus. Estende-se por uma área de 4,35 km², Em 2010 a comuna tinha 66 habitantes (densidade: 15,2 hab./km²)..